# Formula lui Weizsäcker
Formula lui Weizsäcker (cunoscută în literatura de specialitate și ca formula Bethe-Weizsäcker) este o formulă semiempirică pentru calculul valorii aproximative a energiei de legătură nucleară⁠(d) B caracteristică legăturii dintre nucleonii ce formează nucleul atomilor. Formula este denumită astfel după fizicianul german Carl Friedrich von Weizsäcker, care a publicat-o pentru prima dată în 1935, în revista germană Zeitschrift für Physik.
După unele completări și generalizări ulterioare (făcute de către fizicienii Hans Bethe, Robert Bacher⁠(d) și Eugene Wigner), formula valorii aproximative a energiei de legătură nucleară B poate fi exprimată astfel:
{\displaystyle B\left(A,Z\right)=a_{v}A-a_{s}A^{\frac {2}{3}}-a_{c}{\frac {Z\left(Z-1\right)}{A^{\frac {1}{3}}}}-a_{a}{\frac {(A-2Z)^{2}}{A}}\pm a_{p}A^{-{\frac {1}{2}}}}
unde:
- A este numărul de masă (suma dintre numărul de protoni și numărul de neutroni din nucleul atomic al elementului respectiv)
- Z este numărul de protoni

iar constantele utilizate au următoarele valori (în MeV):
- av = 15,56
- as = 17,23
- ac = 0,7
- aa = 23,6
- ap = 11,2